# Ficus sarawakensis
Ficus sarawakensis är en mullbärsväxtart som beskrevs av Edred John Henry Corner. Ficus sarawakensis ingår i släktet fikonsläktet, och familjen mullbärsväxter. Inga underarter finns listade i Catalogue of Life.